# Dibunus
Dibunus – rodzaj kosarzy z podrzędu Laniatores i rodziny Epedanidae zawierający 13 gatunków. Jedyny rodzaj monotypowej podrodziny Dibuninae Roewer, 1912

## Występowanie
Przedstawiciele rodzaju występują w Azji Południowo-Wschodniej, od Filipin, przez Moluki, do Nowej Gwinei

## Systematyka
Opisano 13 gatunków należących do tego rodzaju:
- Dibunus albitarsus (Roewer, 1927)
- Dibunus bakeri (Roewer, 1926)
- Dibunus chapmani (Roewer, 1927)
- Dibunus dividuus Suzuki, 1977
- Dibunus ferrugineus (Roewer, 1926)
- Dibunus gracilis (Roewer, 1912)
- Dibunus lagunae Kury, 2020
- Dibunus longipalpis Roewer, 1912
- Dibunus maculatipes (Roewer, 1915)
- Dibunus marianae Goodnight & Goodnight, 1957
- Dibunus pseudobiantes Loman, 1906)
- Dibunus similis Roewer, 1912
- Dibunus transitorius (Roewer, 1927)